# Gerbach
Gerbach ist eine Ortsgemeinde im Donnersbergkreis in Rheinland-Pfalz. Sie gehört der Verbandsgemeinde Nordpfälzer Land an, innerhalb derer sie  hinsichtlich der Zahl der Einwohner die sechstgrößte Ortsgemeinde darstellt. Umgangssprachlich wird sie oft als „Klein-Paris“ bezeichnet.

## Geographie

### Lage
Der Ort liegt  im Nordpfälzer Bergland innerhalb dessen Teilbereich Bürgerwald nordwestlich des Donnersbergs zwischen Kaiserslautern und Bad Kreuznach. Zu Gerbach gehören zusätzlich die Wohnplätze Althof, Kahlenbergweiher, Köhlerhof und Schneebergerhof. Nachbargemeinden sind – im Uhrzeigersinn – Gaugrehweiler, Kriegsfeld, Ruppertsecken, Würzweiler, Dielkirchen und Sankt Alban.

### Erhebungen und Gewässer
Im Nordosten der Gemarkung unmittelbar an der Grenze zu Kriegsfeld erstreckt sich die 459 Meter messende Taubernheide.
Durch Gerbach fließt in Süd-Nord-Richtung der Appelbach, der innerhalb der Gemarkung von links den Taubenkropfbach aufnimmt. Mitten im Siedlungsgebiet nimmt der Appelbach  von rechts den Gerbach auf; in letzteren mündet zuvor außerdem der Wasenbach. Im nordöstlichen Gemeindegebiet in der Nähe des Schneebergerhofs entspringt außerdem der Gutenbach.

## Geschichte
Die erste urkundliche Erwähnung erfolgte im Jahr 1192. Bis Ende des 18. Jahrhunderts gehörte Gerbach zur Grafschaft Falkenstein, die zuletzt Teil des vorderösterreichischen Oberamtes Winnweiler war.
Im Jahr 1794 wurde das Linke Rheinufers im Ersten Koalitionskrieg besetzt. Von 1798 bis 1814 gehörte Gerbach zum Kanton Kirchheim – alternativ Kanton Kirchheimbolanden genannt – im Departement Donnersberg. Infolge des Wiener Kongresses war er von 1816 bis 1945 bayerisch. Von 1818 bis 1862 war Gerbach Bestandteil des Landkommissariat Kirchheim, das anschließend in ein Bezirksamt umgewandelt wurde. Am 1. Dezember 1900 wechselte die Gemeinde in das neu geschaffene Bezirksamt Rockenhausen
Ab 1939 war der Ort Bestandteil des Landkreises Rockenhausen. Nach dem Zweiten Weltkrieg war Gerbach Teil der französischen Besatzungszone und wurde in das 1946 neu gebildete Land Rheinland-Pfalz eingegliedert. Im Zuge der ersten rheinland-pfälzischen Verwaltungsreform wechselte die Gemeinde in den neu geschaffenen Donnersbergkreis. 1972 wurde sie der neu gebildeten Verbandsgemeinde Rockenhausen zugeschlagen. Seit 2020 ist Gerbach Bestandteil der Verbandsgemeinde Nordpfälzer Land.

## Politik

### Ortsbürgermeister
Ortsbürgermeister ist Daniel Heinz. Bei der Kommunalwahl am 26. Mai 2019 wurde er mit einem Stimmenanteil von 84,23 % gewählt. Er löste Klaus Hofmann ab, der nach 15 Jahren im Amt nicht erneut angetreten war. Bei der Kommunalwahl am 9. Juni 2024 wurde Daniel Heinz als Einzelkandidat mit 74,5 % im Amt bestätigt und geht somit in seine zweite Amtszeit.

### Wappen
| Wappen von Gerbach | Blasonierung: „In Gold auf grünem Schildfuß ein grüner Frosch, dahinter eine Weide mit braunem Stamm und grünem Laub.“ |
| Wappen von Gerbach | |

### Gemeindepartnerschaft
Seit dem 15. September 1990 besteht eine Gemeindepartnerschaft mit der thüringischen Gemeinde Topfstedt im Kyffhäuserkreis.

## Kultur

### Kulturdenkmäler
Der Ortskern ist als Denkmalzone ausgewiesen. Hinzu kommen insgesamt neun Einzelobjekte, die unter Denkmalschutz stehen, darunter die katholische Kirche St. Michael.

### Vereine und Organisationen
Neben dem Sportverein gibt es den Feuerwehr-Förder-Verein, den Männergesangverein, den Klä Pariser Karneval Verein, die Landfrauen, den Förderverein der Grundschule sowie die Kerweborsch. Die Vereine richten, in Zusammenarbeit mit der Ortsgemeinde, jährlich das Straßenfest aus.
Der Männergesangsverein 1861 Gerbach e. V. feierte im Jahr 2011 sein 150-jähriges Bestehen. Der Klä Pariser Karneval Verein (KPKV) feierte 2012, wie für Karnevalvereine üblich, das 22-jährige Vereinsjubiläum.
Im Ortsteil Schneebergerhof ist die Freizeit- und Bildungsstätte des Bezirksverbandes Rheinhessen-Pfalz des Deutschen Roten Kreuzes ansässig.
Seit 2000 befindet sich am Rande des Dorfes die Gemeinschaft Chara e. V., eine katholische Laiengemeinschaft mit Fokus auf Kinder- und Jugendarbeit.

## Wirtschaft und Infrastruktur

### Wirtschaft
Im Windpark Schneebergerhof steht seit 2010 unter anderem eine Windkraftanlage des Typs Enercon E-126. Ende 2013 löste sich ein Rotorblatt und stürzte zu Boden. Ursache waren mehrere gerissene Bolzen an der Rotorblattbefestigung. Im Mai 2014 wurde die Anlage nach erfolgter Reparatur wieder in Betrieb genommen.

### Verkehr
Im Ort kreuzen sich die von Ginsweiler nach Kriegsfeld verlaufende Landesstraße 385 und die Landesstraße 400 von Rockenhausen nach Wöllstein. Die Kreisstraße 33 verbindet den Schneebergerhof mit der Kerngemeinde. Über die A 63 im Südosten besteht Anschluss an den Fernverkehr. In Rockenhausen ist ein Bahnhof der Alsenztalbahn. Zu diesem führt von Gerbach aus die von Behles Bus betriebene Buslinie 914, die in nördlicher Richtung bis nach Alsenz verläuft.

### Bildung
In Gerbach gibt es eine Grundschule, die zusätzlich für Bayerfeld-Steckweiler, Dielkirchen, St. Alban, Ruppertsecken und Würzweiler zuständig ist.

### Tourismus
Durch Gerbach führt außerdem der Appelbach-Radweg. Durch den Nordosten der Gemarkung verläuft der mit einem roten Balken markierte Fernwanderweg Donnersberg–Donon. Weiterhin befindet sich im Gemeindegebiet der Campingpark Pfalz.

## Persönlichkeiten

### Söhne und Töchter der Gemeinde
- Valentin Wenz (1831–1909), Gutsbesitzer und Politiker

### Personen, die vor Ort gewirkt haben
- Theodor Nauerz (1909–2007), Priester, war von 1941 bis 1953 in Gerbach Pfarrer